# Jämijärvi (sjö i Jämijärvi, Satakunta)
Jämijärvi är en sjö i kommunen Jämijärvi i landskapet Satakunta i Finland. Sjön ligger 100,9 meter över havet. Den är 25,96 meter djup. Arean är 8,79 kvadratkilometer och strandlinjen är 91,44 kilometer lång. Sjön  ingår i Kumo älvs huvudavrinningsområde.   Den ligger omkring 57 kilometer nordöst om Björneborg och omkring 220 kilometer nordväst om Helsingfors. 
I sjön finns öarna Isoruoho, Mikkolanlevä, Huopansaari, Niittusaari, Papinsaari, Aittosaari, Majasaari, Palosaari, Sillanpäänlevä, Mustasaari, Mäntysaari, Lehtisaari, Juminsaari, Paskokari, Uimaluoto, Otajansaari, Vittanen, Iso-Koivunen, Isotlevät, Haapasaari, Jannenkarit, Pikku-Koivunen, Pikkulevät, Jussinkari och Ohrisaari. Nordväst om Jämijärvi ligger Jämijärvi. 